# The Quality of Mercy (film 1913 MacGregor)
The Quality of Mercy è un cortometraggio muto del 1913 diretto da Norval MacGregor.

## Produzione
Il film fu prodotto dalla Selig Polyscope Company.

## Distribuzione
Distribuito dalla General Film Company, il film - un cortometraggio in due bobine - uscì nelle sale cinematografiche statunitensi il 24 novembre 1913.